# فیلم‌بردار

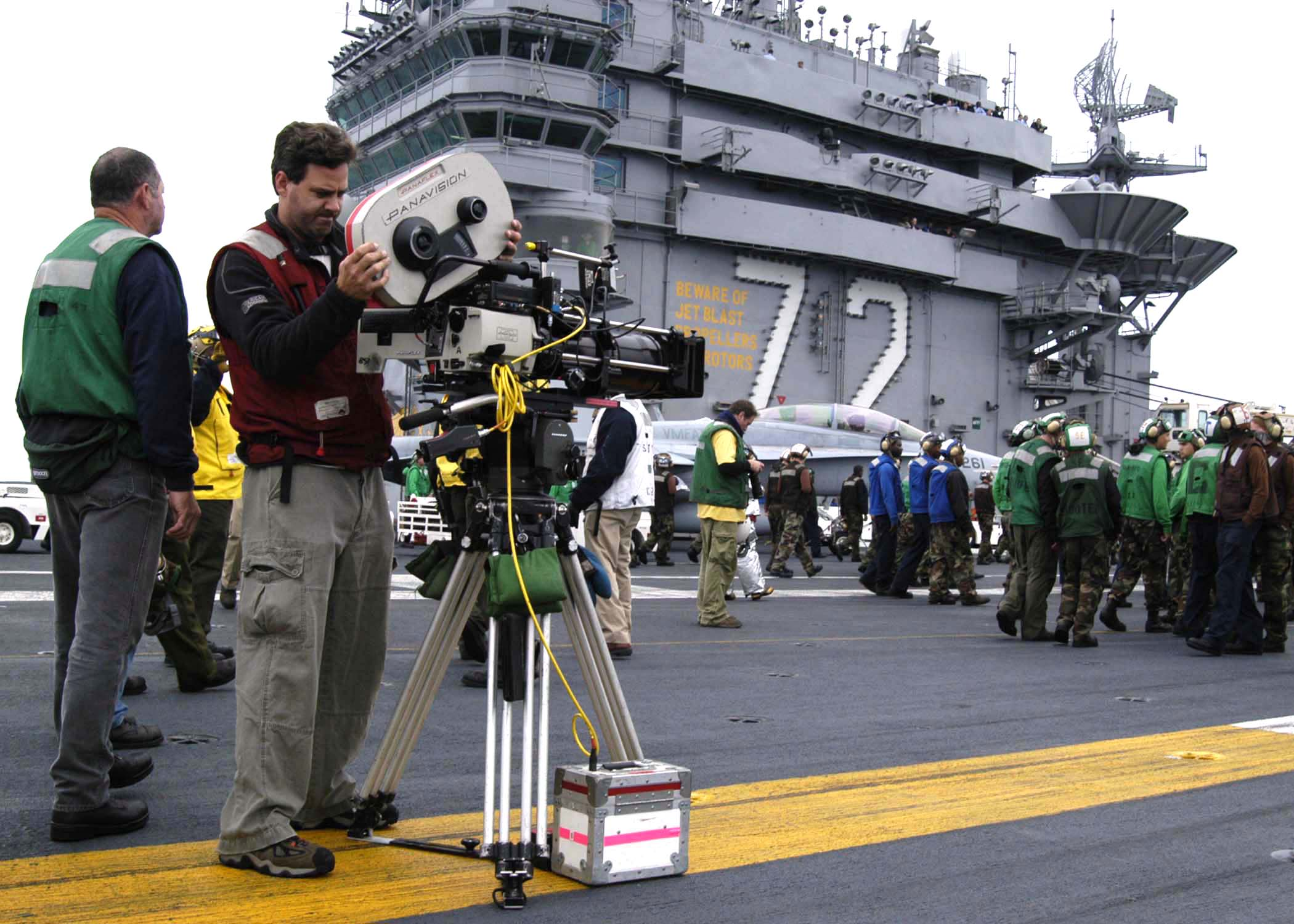

فیلم‌بردار (به انگلیسی: cinematographer) یا مدیر فیلم‌برداری (به انگلیسی: director of photography) شخصی است که مسئولیت دپارتمان و عوامل فیلم‌برداری و نورپردازی را به عهده دارد. او با دانش، هنر و تصمیمات فنی که اتخاذ می‌کند، سناریو را به شکلی خلاقانه به زبان تصویر ترجمه می‌نماید. هدف مدیر فیلم‌برداری، تبدیل خلاقانه چشم‌انداز کارگردان به زبان تصویر است.

## مسئولیت
فیلم‌برداری اصلی‌ترین بخش تولید یک فیلم است و مدیر فیلم‌برداری شخصی کلیدی در تولید یک فیلم است.
مدیر فیلم‌برداری در حالت کلی وظیفهٔ هماهنگی دوربین، تعیین زوایای فیلم‌برداری و شیوهٔ نورپردازی لازم را برعهده دارد. در اغلب فیلم‌ها از چند دوربین فیلم‌برداری برای ثبت تصاویر استفاده می‌شود و هماهنگی بین دوربین‌های مختلف برای استفادهٔ درست از صحنه‌ها، از دیگر وظایف مدیر فیلم‌برداری است.
کار هریک از عوامل گروه فیلم‌برداری به صورت جمعی، خلاقانه و طبق مدیریت و برنامه‌ریزی مدیر فیلم‌برداری صورت می‌گیرد و هنگام ضبط صحنه‌ها، مدیر فیلم‌برداری علاوه بر این که خود فیلم‌برداری با یک دوربین را برعهده دارد، گروه فیلم‌برداری را نیز سرپرستی می‌کند.

## گروه فیلم‌برداری
این گروه شامل فیلم‌بردار دوم (و در صورت نیاز فیلم‌برداران دیگر) است که همیشه زیر نظر مدیر فیلم‌برداری از صحنه‌های مختلف فیلم‌برداری می‌کند. که شامل چند دستیار فیلم‌برداری که یک نفر مسئولیت نور پردازی و یک نفر مسئولیت وضوح تصاویر  و صحنه های فیلم  که دستیار یک نام دارد و یک نفر مسئول به حرکت در اوردن دوربین و فیلمبردار و یک نفر تکنسین برق که وظیفه ان برق رسانی به چراغ ها و چند دستیار دیگر که وظیفه جابه جایی ابزار الات فیلمبرداری است. 

### دستیار اول فیلمبردار
مسئولیت آماده‌سازی کلیه تجهیزات فیلمبرداری، از جمله دوربین و نورپردازی، را بر عهده دارد. او باید با همکاری دستیار دوم و سایر اعضای گروه، محیط فیلمبرداری را برای ضبط بهترین تصاویر تنظیم کند. یکی از مهم‌ترین وظایف فیلمبردار، فوکوس کشی است که به معنای تنظیم دقیق فاصله دوربین تا سوژه برای ایجاد تصویری واضح و شفاف است. برای این کار، فیلمبردار از ابزارهایی مانند دستگاه follow focus و کنترل از راه دور فوکوس استفاده می‌کند تا به صورت دقیق و سریع فوکوس را روی سوژه مورد نظر تنظیم کند.

## تخصص

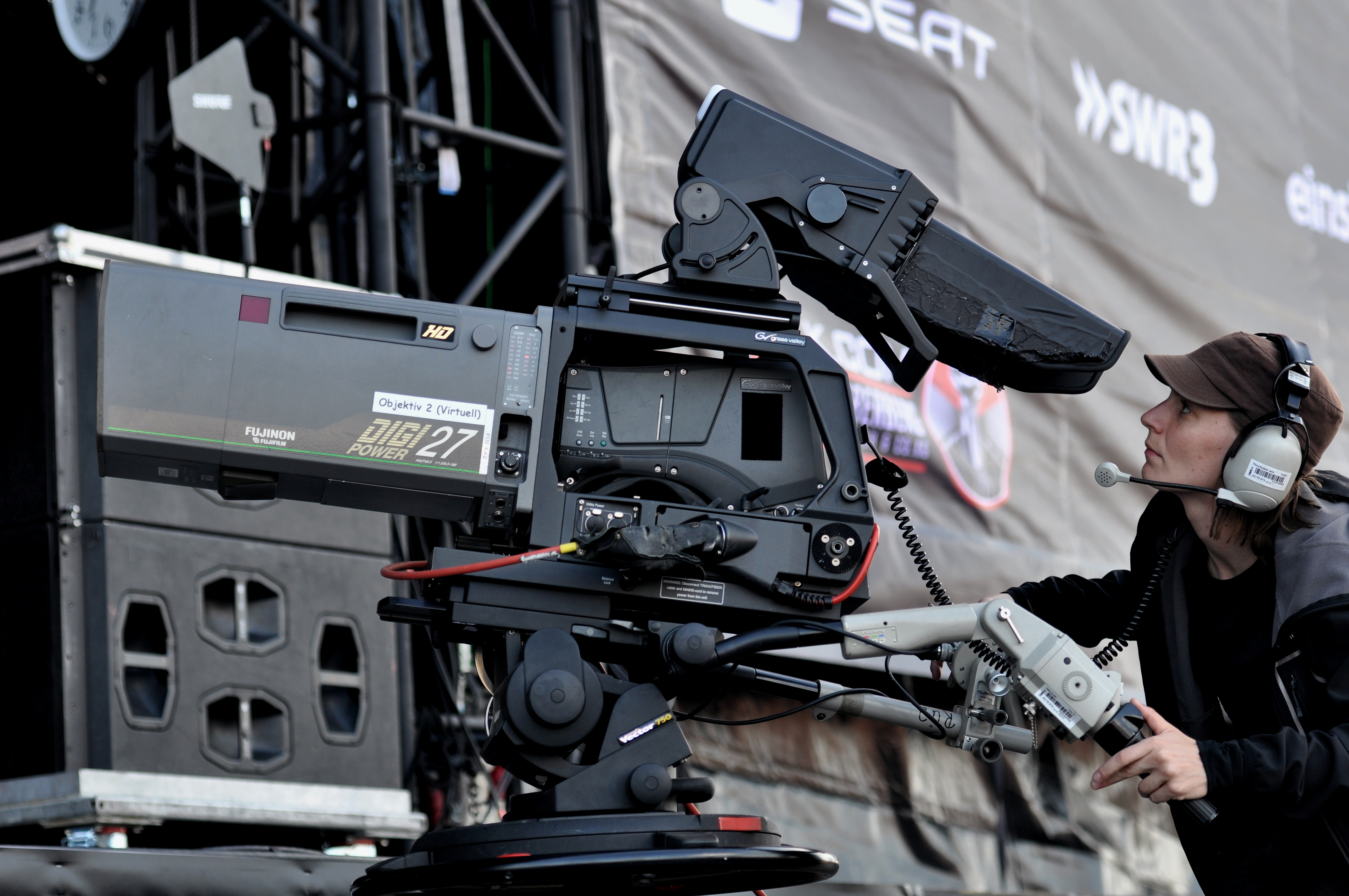
فیلم برداری تخصصی

یک مدیر فیلم‌برداری خوب از تخصص‌های مورد نیاز فیلم‌برداری به درستی بهره می‌گیرد. وی شناخت کاملی از سینما، شیوه‌های فیلم‌برداری، دوربین و نورپردازی دارد و فیلم‌برداران مناسبی را برای قرارگیری پشت دوربین‌ها انتخاب می‌کند.
وی همچنین باید از دیدی درست نسبت به خواسته‌های کارگردان برخوردار باشد تا بتواند به درستی ذهنیات او را عینیت بخشد. به این ترتیب بخش قابل توجهی از خلق یک فضای تأثیرگذار، جذاب و قابل قبول در یک فیلم برعهدهٔ مدیر فیلم‌برداری است.

## مدیر فیلم‌برداری
او کسی است که مسئول طراحی و به تصویر کشیدن فضای فیلم بر اساس خواسته‌های کارگردان و ویژگی‌های فیلم‌نامه است. او گروهی را به عنوان گروه فیلم‌برداری تشکیل می‌دهد که شامل فیلم‌بردار، و چند دستیار و … است. او به همراه کارگردان دربارهٔ نوع نماها و نوع نورپردازی تصمیم می‌گیرد و دستورهای لازم را به فیلم‌بردار و نورپرداز می‌دهد و بر کار آنها نظارت دقیق دارد. حتی در برخی موارد، مدیران فیلم‌برداری بزرگ جهان، به دلیل شناخت کامل از مدیوم تصویر و ویژ گی‌های آن، بر ساخته شدن دکورها یا انتخاب محل‌های فیلم‌برداری نظارت می‌کنند و در طراحی صحنه و لباس نیز دخالت می‌کنند و همچنین در طراحی میزانسن و دکوپاژ با کارگردان همکاری می‌کنند.